# توماس هيرلي
توماس هيرلي (بالإنجليزية: Thomas Herlihy)‏ هو سياسي أمريكي، ولد في 29 نوفمبر 1956 في كوينز في الولايات المتحدة، وتوفي في 8 مايو 2015. حزبياً، نشط في الحزب الجمهوري. وقد انتخب عضو مجلس ولاية كونيتيكت وانتخب عضو مجلس نواب كونيتيكت.